# Лінійний заряд
Заряд лінійний (англ. charge linear, нім. Linearladung f) — подовжений заряд вибухової речовини, довжина якого перевищує радіус дії вибуху (радіус воронки, радіус подрібнення породи).

## Заряди лінійно-зближені
Заряди лінійно-зближені — група одночасно висаджуваних (трьох- і більше) паралельних свердловинних заря-дів, наближених на відстань 4-6 діаметрів заряду і роз-ташованих паралельно брівці уступу. Застосовують для подолання вибухом великого опору по підошві і для під-вищення ступеня дроблення породи. Різновидом З.л.-з. є парно-наближені заряди.
Шланговий заряд — різновид лінійно-протяжного заряду вибухової речовини, названий за типом оболонки (шланг).